# 4-й канал (Екатеринбург)
«Четвёртый канал» — первый коммерческий телеканал Екатеринбурга. Основан в 1991 году. С января 2012 года владельцем «Четвёртого канала» является ГУП Свердловской области «Монетный щебёночный завод».
Программы телекомпании, помимо Екатеринбурга, распространялись и на другие города Свердловской области (в частности, на Нижний Тагил, Асбест, Каменск-Уральский и Первоуральск) посредством спутникового вещания. Однако с 2010 года его распространение ограничено Екатеринбургом и ближайшими населёнными пунктами.
В 1990-е годы телекомпания была партнёром телесетей «НВС» (до 1997 года), «REN-TV» (1997—1998) и «ТНТ» (1998—2003). С 1 февраля 2010 года по 31 декабря 2011 года сетевым партнёром являлся бывший телеканал «Семёрка» (в январе 2010 года было тестовое вещание).
С ноября 2003 года по 31 января 2010 года, с 1 января 2012 года по 31 марта 2015 года и с 1 марта 2020 года «Четвёртый канал» работает без сетевого партнёра, исключительно на собственном вещании. С 1 апреля 2015 по 1 марта 2020 года «Четвёртый канал» работал с сетевым партнёром — федеральным телеканалом «Пятница!». По состоянию на 2017 год собственное вещание «Четвёртого канала» составляло 3—3,5 часа в сутки, остальное эфирное время занимала продукция сетевого партнёра. С 1 марта 2020 года телеканал прекратил аналоговое вещание на 26 ТВК, а также полностью перешёл на собственное вещание. По состоянию на январь 2021 года телеканал вещает на 22-й кнопке кабельного телевидения.

## История телеканала

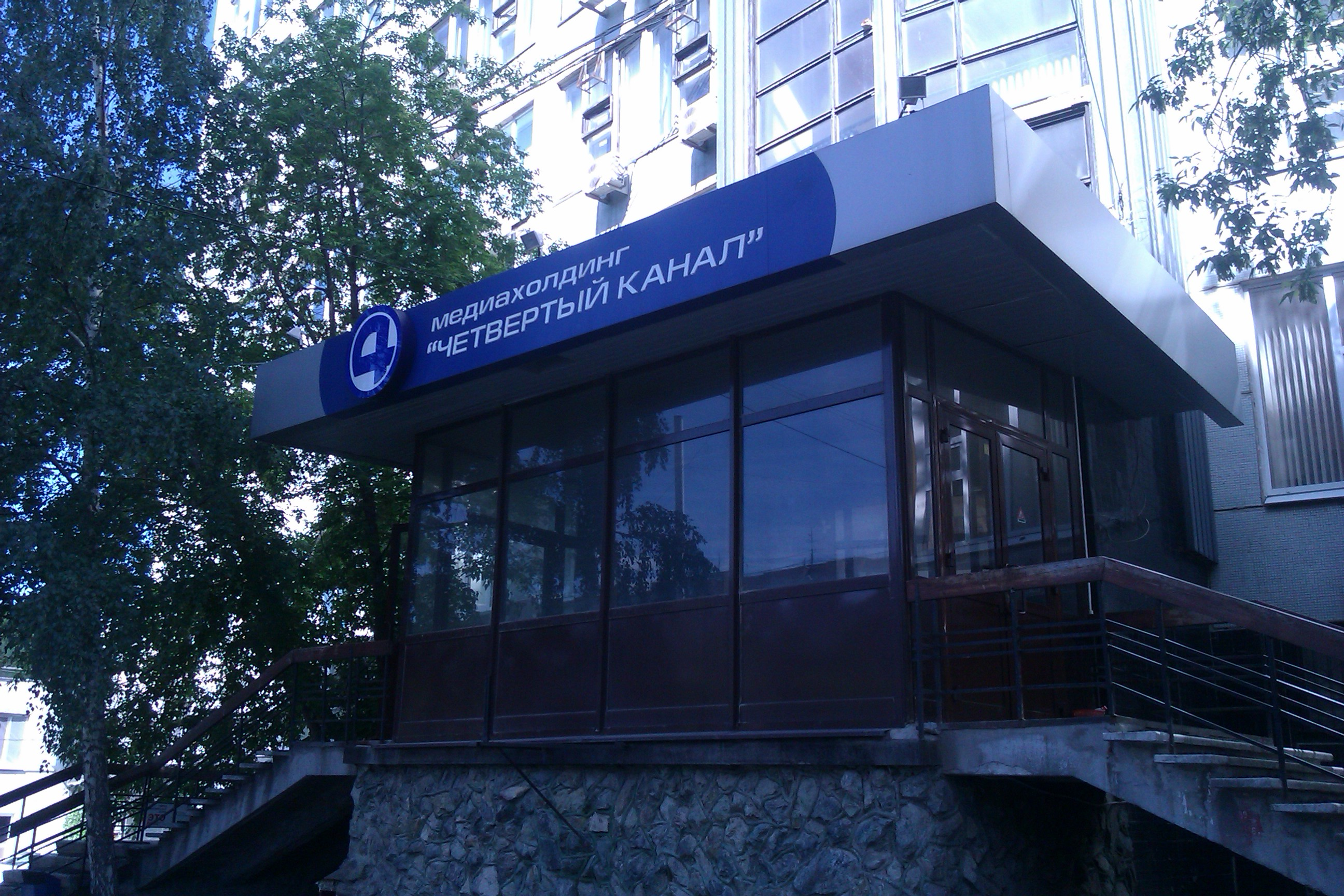
Вход в здание (Екатеринбург, ул. Хохрякова, 104), где с 1999 по 2017 год находился офис «4 канала»

- 1991 — основание. Появляется еженедельная музыкальная программа «Хит-Хаос» с Сергеем Мишиным и Алексеем Амелько.
- 1992 — появляются ежедневные пятиминутные программы: «Тик-так» от Иннокентия Шеремета.
- 1993 — появляются несколько программ познавательного плана: «Привоз», «Новости бизнеса» и спортивная программа «Стадион».
- 1994 — выходит в эфир детская программа «ТелеБОМ» с Андреем Скоповым и вороной Капитолиной.
- 1995 — выходит в прямой эфир программа «Утренний Экспресс», а также программа зарубежных новостей — «212 по Фаренгейту».
- 1996 — выходит программа «Стенд», ведущими которого становятся Мстислав Захаров, Евгений Енин и Наталья Лимонова.
- 1997 — «Четвёртый канал» становится сетевым партнёром РЕН ТВ. Выпуск «Новостей» стал часовым.
- 1998 — «Четвёртый канал» становится сетевым партнёром ТНТ.
- 1999 — Канал «Пять Один» становится сетевым партнёром MTV Россия.
- 2000 — проект «Четвёртого канала» «ТелеБОМ» смотрят зрители более пятисот городов России. Детскую программу из Екатеринбурга транслируют «ТНТ-телесеть» и «НТВ-Плюс». В новом телевизионном сезоне появляются «Взрослые игры».
- 2003 — сетка вещания «Четвёрки» делится на три основных сегмента: «Ваше утро», «Ваш день», «Ваши планы на вечер».
  - 3 ноября 2003 — «Четвёртый канал» отныне вещает самостоятельно.
- 2005 — «Утреннему Экспрессу» исполнилось 10 лет.
  - апрель-май — выходит программа «МетеоЭротика», «Музыкальная беседка», «Любовь с первого чата», «Дежурный по городу», «Экспресс-Здоровье».
- 2006 — телекомпании исполнилось 15 лет. Проведён пятичасовой «Телемарафон» со Светланой Сорокиной, на котором обсуждались проблемы детей-сирот и детей с тяжёлыми заболеваниями. Во время «Телемарафона» зрители «Четвёртого канала» пожертвовали 380 000 рублей для детей, которым требовалось срочное дорогостоящее лечение. По итогам акции по сбору детских подгузников для социальных центров, в которых содержались дети до 3-х лет, было собрано 1500 упаковок детских подгузников. По итогам социального проекта «Вместе сможем всё» в 2006 году было передано 2 000 000 рублей нуждающимся детям.
  - программа «Стенд» отпраздновала своё десятилетие. По этому случаю ведущий программы Евгений Енин издал свою первую книгу. «Дао разговорной программы», в основу которой как раз и легла десятилетняя история программы.
- 2007 — продолжает работу социальный проект «Вместе сможем всё!». Вести благотворительный телемарафон приезжает ведущая Юлианна Шахова.
  - В апреле генеральный директор телекомпании Вячеслав Луговых и обозреватель «Четвёртого канала» Евгений Енин стали членами Академии Российского телевидения.
  - В октябре прошёл «Фестиваль новейшего российского кино для своих». Также в октябре состоялась премьера проекта «ЕКБ времён КГБ».
  - Декабрь. Традиционная общегородская премия «Новогодний огонёк» — зрители «Четвёртого канала» смогли сделать город ярче, а наступление Нового года — ещё праздничнее!
- 2008 — в феврале и марте «Четвёртый канал» провёл конкурс «Наши любимые папы и мамы».
  - Апрель. Запуск четвёртого этапа социального проекта «Вместе сможем всё».
  - Июнь. «Четвёртый канал» запускает специальный проект «С нами — лето!».
- 2009 — февраль-март. «Поздравь ТВ. Я тебя люблю!» — реализован новый проект в рамках уже известного интерактивного канала «Поздравь ТВ», приуроченный к трём тёплым праздникам: Дню всех влюблённых, Дню защитника Отечества и 8 Марта.
  - Апрель-май. Проведена весенняя промокампания «Весну делаем мы!» с участием ведущих «Четвёртого канала».
  - Июнь. В эфир программы «Утренний Экспресс» вышел интерактивный проект «Чемоданное настроение».
  - Сентябрь. Информационная программа «Новости Четвёртого канала» отметила пятнадцатилетие.
  - В канун Нового года на «Четвёртом канале» прошло вручение премии «Герой года». О действительно героических поступках сообщали зрители, они же выбирали победителя.
- 2010 — с января в эфире «Четвёртого канала» появились программы сетевого партнёра — телеканала «7ТВ».
  - С марта стартовал проект «Новые выходные».
  - В апреле программа «Утренний Экспресс» отметила свой юбилей.
  - Осенью «Четвёртый канал» становится участником проекта «Нескучный сад». Ведущие и сотрудники телекомпании вышли на субботник в Малоистокский детский дом, чтобы помочь привести в порядок территорию большого парка.
  - С началом нового сезона на «Четвёртом канале» появилась новая программа об интернете и гаджетах «Айвоська», а в «Новостях Четвёртого канала» — новый ведущий Илья Мелехин.
- 2011 — с января 2011 года «Четвёртый канал» отказывается от большинства программ, которые производят продакшн-студии. Предпочтение отдаётся продукту собственного производства и программам сетевого партнёра телеканала «Семёрка».
  - Весенний проект «М+Ж» показал, кто лучше, быстрее и качественнее может справиться с заданием — мужчины или женщины.
  - программа «Утренний Экспресс» побеждает в конкурсе «ТЭФИ-Регион». Музей «Четвёртого канала», созданный специально ко дню рождения, становится участником акции «Ночь музеев».
  - Осенью на «Четвёртом канале» прошёл проект «Школа телеведущего». На кастинг было прислано более 600 заявок от зрителей. Из них экспертное жюри выбрало четвёрку, которой предстояло пройти обучение всем премудростям телевизионного мастерства. После пяти недель обучения каждый из участников проекта провёл эфир вместе с действующим ведущим «Утреннего Экспресса», а зрители выбрали тех, кто останется в эфире программы. И сейчас в эфире «Утреннего Экспресса» работает «выпускница» «Школы телеведущего» Анна Ширяева.
  - Новогодний проект «Четвёртого канала» «Хоровод подарков» объединил организации Екатеринбурга, которые не только любят получать, но и обожают дарить подарки.
- 2012 — с января 2012 года «Четвёртый канал» полностью перешёл на собственное программирование.
  - Весенняя акция «Весну делаем вместе!» взбудоражила город. «Четвёртый канал» помог горожанам избавиться от гор ненужной бумаги в домах и офисах — в городе работали три «Газели», а все желающие могли принести макулатуру к зданию, где находится телекомпания. За один день было собрано 14 тонн макулатуры! На вырученные деньги «Четвёртый канал» приобрёл саженцы сирени — в Екатеринбурге стало на один сиреневый сквер больше.
  - Очередной благотворительный телемарафон «Вместе сможем всё» прошёл 2 июня. Каждый мог помочь детям, просто отправив СМС на специальные номера, каждый мог принести подгузники, которые в этот же день были отправлены в детскую больницу и дом ребёнка.
  - В сентябре 2012 года на «Четвёртом канале» стартовал новый сезон. В эфире появились новые программы — «Проверка слуха» и «Проверка вкуса», по субботам начала выходить киноколлекция Дарьи Донцовой, а любители всего загадочного теперь могут смотреть знаменитые сериалы канала «Дискавери» о паранормальных явлениях и НЛО по выходным в 21:00.
  - В октябре 2012 года «Четвёртый канал» стал принимающей стороной конкурса «ТЭФИ-Регион». В Екатеринбурге были объявлены финалисты конкурса по направлению «Информационное телевещание». «Четвёртый канал» вышел в финал в двух номинациях: «Новости. Итоги недели» как «Лучшая информационная программа», Евгений Енин — стал финалистом в номинации «Интервьюер».
- 2013 — Екатеринбург присоединился к Всероссийской гражданской акции «Бессмертный полк». Организатором акции в Екатеринбурге стала телекомпания «Четвёртый канал».
  - В течение последней майской недели зрители «Четвёртого канала» стали участниками социального проекта «Вместе сможем всё», а 1 июня прошёл традиционный сбор детских подгузников.
- 2014 — в мае «Четвёртый канал» вновь занимается организацией гражданской акции «Бессмертный полк». В этом году участниками шествия становятся около семи тысяч жителей Екатеринбурга.
  - Благотворительный телемарафон «Вместе сможем всё», проходивший в эфире «Четвёртого канала» в течение недели, в очередной раз объединил тех, кто нуждается в помощи и тех, кто может эту помощь оказать.
  - В августе «Утренний Экспресс» провёл кастинг среди школьников младших классов для проекта «Погода к школе». Четверо ребят, прошедших конкурс, познакомились с тонкостями работы ведущего прогноза погоды и в течение месяца рассказывали о хорошей погоде в эфире «Утреннего Экспресса».
  - Осенью на «Четвёртом канале» прошёл первый фестиваль карманных фильмов. Свою работу можно было снять на любое мобильное устройство. За четыре фестивальные недели в официальную группу фестиваля было выложено 200 роликов, в голосовании за финалистов приняли участие 3382 человека. Лучшие фестивальные работы были показаны в телеэфире.
- 2015 — «Утренний Экспресс», первая утренняя программа Екатеринбурга, отметила своё 20-летие праздничной акцией «Сделай селфи с „Утренним Экспрессом“».
  - 1 апреля «Четвёртый канал» представил зрителям своего сетевого партнёра. В эфире «Четвёрки» появились программы телеканала «Пятница!»[5]. К марту 2016 года практически весь эфир «Четвёртого канала» был занят программами «Пятницы!» (на собственные передачи «Четвёртого канала» осталось 3 — 3,5 часа эфирного времени в сутки[6]).
  - 9 мая гражданская акция «Бессмертный полк», организацией которой занимается «Четвёртый канал», собрала рекордное число участников — на главную площадь города вышло около 15 тысяч человек с портретами своих солдат.
  - В канун Дня защиты детей вновь прошёл традиционный благотворительный телемарафон «Вместе сможем всё».
  - В ноябре на «Четвёртом канале» стартовал Второй фестиваль карманных фильмов.
- 2016 — в феврале — марте уволились директор телеканала Алёна Вугельман и главный бухгалтер[6]. Новым директором телекомпании стала Элеонора Расулова[6].
- 2017 — в марте телеканал переехал в новый офис, из-за этого на несколько дней был приостановлен выход в эфир собственных программ «Утренний экспресс» и «Новости»[7]. О предстоящем переезде (без указания того, где будет новое здание телекомпании) Элеонора Расулова объявила ещё в марте 2016 года, связав его необходимость со слишком высокой арендной платой, которую «Четвёртый канал» платил собственнику здания на улице Хохрякова — компании Игоря Мишина[6].
  - 4 октября на улицах Екатеринбурга, на сайте телеканала и на его страницах в социальных сетях появились баннеры с логотипом канала и надписями: «Спасибо, что смотрели нас», «Это было хорошее время» и «Мы заканчиваем эфир»[8]. По сведениям информационного портала «66.ru» — это реклама нового сезона, который должен пройти для телекомпании под знаком перехода на собственное программирование. Руководство не довольно сотрудничеством с сетевым партнёром — «Пятницей!» — и далее будет покупать пакеты программ у других каналов и студий[9]. Директор телеканала Элеонора Расулова эту информацию не подтвердила, а от других комментариев изначально отказалась[10]. Позже она рассказала, что это была «… рекламная кампания, некий социальный эксперимент», произойдут текущие изменения в эфире (появятся новые ведущие программ и новые телепроекты), но нового сезона в «истинном телевизионном понимании этого слова» не будет, а по финансовым причинам сетевым партнёром останется телеканал «Пятница!»[11].
  - 20 октября на «Четвёртом канале» выходит новая музыкальная программа «Пятничный запев» с Антоном Зайцевым и Кристиной Русановой[12].
- 2018 — с января, «Утренний Экспресс», первая утренняя программа Екатеринбурга, начинает своё вещание не только на «Четвёртом канале», но и на телеканале ОТВ, расширяя диапазон вещания программы на Свердловскую область[13].
  - 9 мая «Четвёртый канал» принял активное участие в праздновании Дня победы, организовав специальную площадку рядом со своей телестудией (ул. Воеводина,8), где каждый мог выйти на сцену и поздравить горожан в прямом эфире.
  - 1 октября «Новости. Итоги дня» выходят в обновлённом варианте. Полностью меняются титры, студия, а также формат передачи.
  - 17 октября телеканал перешёл на широкоформатный формат вещания — 16:9 (SDTV), вслед за своим сетевым партнёром, телеканалом «Пятница!»[14].
- 2019 — новый год ознаменовался вовлечением региональных телеканалов Свердловской области в перестановки СМИ[15]. В феврале появилась информация о предстоящем объединении «Четвёртого канала» с телеканалом «41-Домашний»[16]. Для последнего это вызвано разрывом контрактов мэрии города Екатеринбурга на осведомительскую деятельность администрации, а также массовыми сокращениями штата (в декабре 2018 года было уволено 33 сотрудника телеканала «41-Домашний»[17]). Подробности объединения не раскрываются, однако, по заявлению директора телекомпании — Элеоноры Расуловой, «Четвёртого канала эта история не касается никаким образом, речь идёт об изменении собственника „41-го канала“. Всё, что было на „Четвёртом канале“, сохраняется. Никаких изменений для зрителей не будет. У меня никаких указаний от собственника по поводу изменений нет»[16].
  - 1 марта стало известно, что одним из условий выкупа телеканала «41-Домашний» у владельцев, семьи сенатора Совета Федерации Аркадия Чернецкого, является сохранение условно объединённой медиаструктуры под руководством Владимира Злоказова, возглавляющего телеканалы «41-Домашний» и «ЕТВ». Действующий директор «Четвёртого канала» Элеонора Расулова, чей контракт заканчивается в апреле 2019 года, может перейти на должность гендиректора ОТВ.[18]
  - 14 марта сделка по выкупу телеканала «41-Домашний» состоялась.[19] Руководителем двух телеканалов становится Элеонора Расулова.
  - 27 марта на «Четвёртом канале» выходит новое развлекательное шоу «Утренний Эспрессо».[20] Программа заменила «Утренний Экспресс» по средам. Ведущими стали Борис Гасанов и Егор Панин — ведущие шоумены города Екатеринбурга.
  - 9 мая «Четвёртый канал» принял активное участие в праздновании Дня победы, организовав праздничный эфир, а так же акцию «Память на века» — телевизионный аналог «Бессмертного полка» в прямом эфире. Около 100 ветеранов были показаны в «Книге памяти», во время эфира «Утреннего Экспресса». Фотографии ветеранов присылали телезрители.

## Численность сотрудников

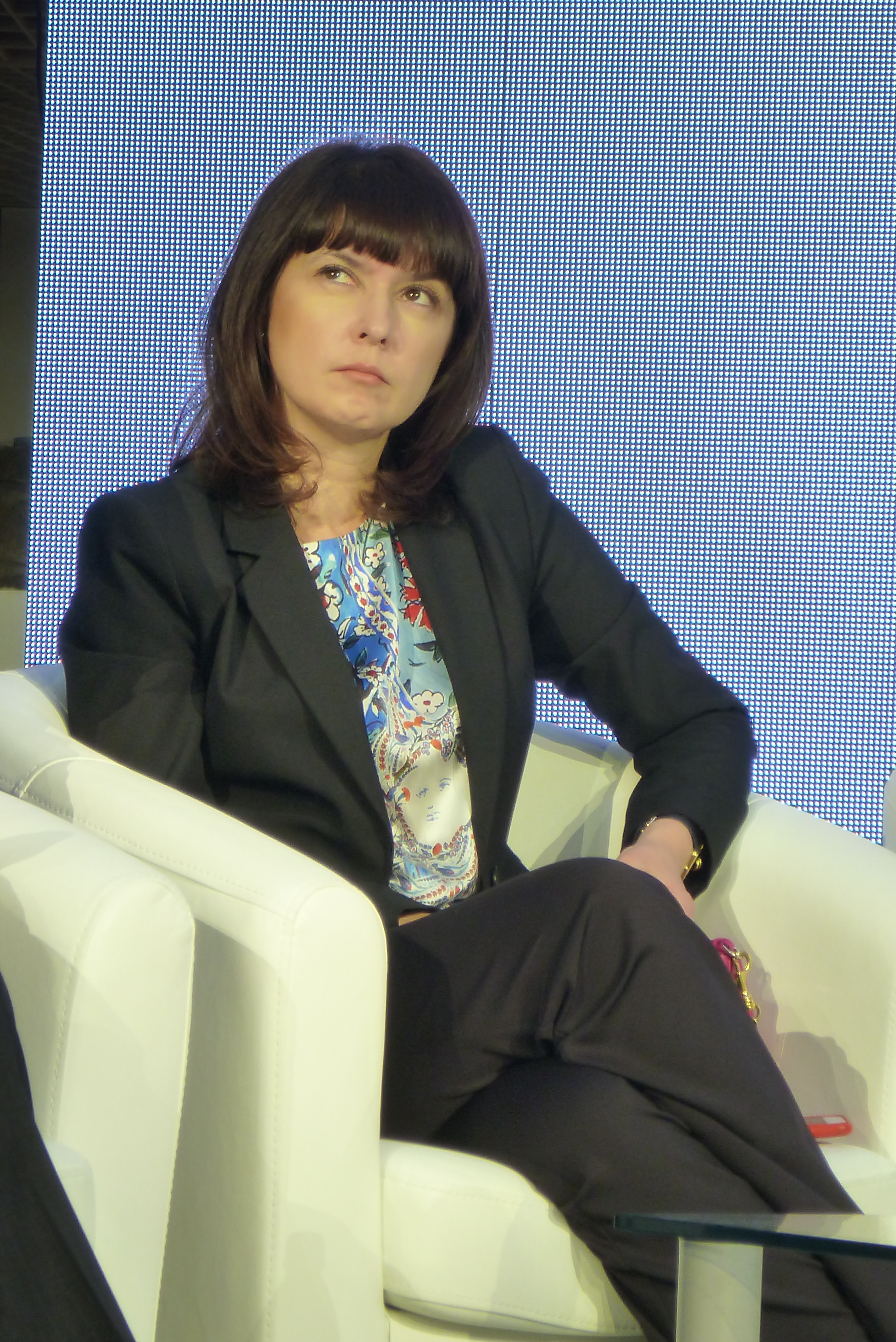
Генеральный директор «4 канала» Элеонора Расулова. 23 ноября 2018 года

По состоянию на январь 2021 года в телекомпании «Четвёртый канал» работают 44 человека. Это намного меньше, чем в марте 2016 года (тогда в штате телекомпании было около 80 сотрудников и 29 человек находились на подрядных договорах). В 2017 году увольнения продолжились. Телекомпанию покинули ведущие «Утреннего экспресса» Алексей Ванченко, Даниил Макеранец и Анна Ширяева. В октябре 2017 года Элеонора Расулова подтвердила, что идёт «плановая замена» и что телеканал переходит на аутсорсинг — производство сюжетов для программ будут заказывать сторонним журналистам и операторам. Всё это помогло стабилизировать экономическое положение канала и продуктивно использовать его рабочие ресурсы.

## Отношения с властями Свердловской области
С 2010 года «Четвёртый канал» принадлежит Монетному щебёночному заводу — государственному унитарному предприятию Свердловской области. Власти области имеют влияние на назначение руководства телекомпании. Например, в 2016 году заместитель главы Свердловской области Азат Салихов от имени губернатора региона Евгения Куйвашева предложил Элеоноре Расуловой возглавить телекомпанию «Четвёртый канал». В 2019 году «Монетный щебёночный завод» приобрёл убыточную «Студию-41» (основан в 1997 году, вещал на Екатеринбург) после того, как Администрация Екатеринбурга отказалась создать из этого телеканала муниципальное телевидение. На 2019 год в бюджете Екатеринбурга были предусмотрены около 40 млн рублей на создание городского телевидения. После того, как главой Екатеринбурга стал Александр Высокинский, было принято решение изъять эту статью расходов. На 2019 год на «Студии-41» работало 60 человек (перед 2019 годом сократили 32 человека для уменьшения расходов). Бывший генеральный директор «Студии-41» в 2019 году пояснил, что будет проведено объединение ряда служб (например, бухгалтерии) с «4 каналом».

## Финансовое состояние телекомпании
К 2016 году «Четвёртый канал» оказался в тяжёлом финансовом положении: доходы телеканала были примерно вдвое меньше, чем расходы; телекомпания располагалась в помещениях, которые капитально не ремонтировали в течение 16 лет; использовалось старое оборудование (например, телевизионным камерам было 18 лет). Долги «Четвёртого канала» на 2016 год составили 35 млн руб.. При этом должником телекомпании была фирма, созданная для обслуживания телеканала «Малина», которой «Четвёртый канал» с согласия властей Свердловской области предоставил в 2012 году 20 млн руб. (эти деньги по состоянию на апрель 2017 года не возвращены).

## Награды и признания
- Игорь Мишин, президент медиахолдинга «Четвёртый канал», признан лучшим «Медиа-менеджером».
- Генеральный директор телекомпании «Четвёртый канал» Вячеслав Луговых стал лауреатом премии «Мегазвезда 2006».
- В августе 2015 года приказом Министра обороны Российской Федерации директор «Четвёртого канала» Алёна Вугельман награждена памятной медалью за организацию гражданской акции «Бессмертный полк».

## Проекты и ведущие

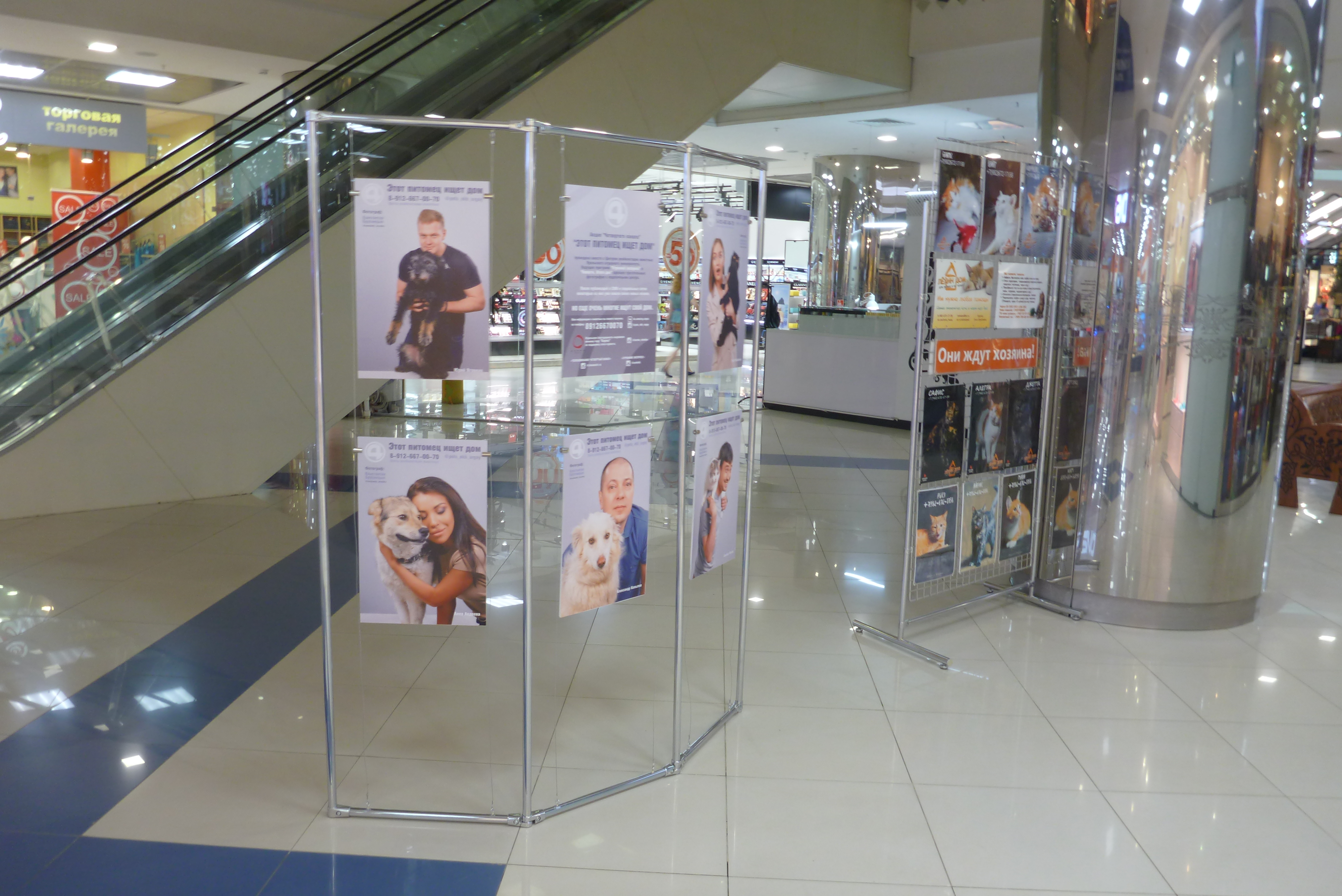
Ведущие «4 канала» на зоозащитном стенде в Екатеринбурге. Июль 2019 года

К собственным продуктам «Четвёртого телеканала» относятся:
- «Новости»
- «Утренний Экспресс»
- «Новости. Итоги дня»
- «Стенд с Путинцевым»
- «Полезный вечер»
- «Разговор с главным»

### Новости
«Новости Четвёртого канала» выходят в рамках информационного часа по будням в 19:00, повтор — 22:30
Информационные итоги дня подводят:
- Анна Авдеева
- Вероника Медведева

Короткие утренние выпуски новостей в рамках «Утреннего Экспресса» начинаются в 07:00, 07:30, 08:00.
Ведущие утренних новостей (сменяют друг друга каждую неделю):
- Альберт Мусин
- Татьяна Столбова

### «Утренний Экспресс»
Утренняя информационно-развлекательная программа выходит по будням с 07:00 до 09:00. а с 13.01.2020 — выходит на телеканале Студия-41 (с 07:00 до 09:00). Полезная и интересная информация, новости, погода, обзор городских событий, общение с гостями студии, ответы специалистов на вопросы зрителей.
1. Александр Копылов - заслуженный артист РФ, один из ведущих артистов Свердловского Театра музыкальной комедии. Лауреат театральной премии "Браво!". Лауреат Губернаторской премии.
2. Наталья Халтурина - актриса Камерного театра, телеведущая, преподаватель актёрского мастерства.Вела «Утренний экспресс» до февраля 2020 года.
3. Кристина Русанова - выпускница Свердловского музыкального училища им. П.И. Чайковского, затем ЕГТИ. Актриса и телеведущая.Вела «Утренний экспресс» до декабря 2019 года.
4. Александр Щипанов - выпускник Государственного профессионально-педагогического университета. Ведущий на телевидении и радио.
5. Антон Зайцев - ведущий телевидения, радио, а так же крупных городских мероприятий, концертов. Закончил ЕГТИ. Вёл «Утренний Экспресс» до октября 2018 года.
6. Ирина Григорьева -  выпускница ЕГТИ, актриса, телеведущая. Вела «Утренний Экспресс» до октября 2018 года.
7. Даниил Макеранец - один из первых ведущих программы, входит в ТОП-50 самых известных людей Екатеринбурга. Вёл «Утренний Экспресс» до 2017 года.
8. Алексей Ванченко - один из первых ведущих программы, имеет 3 высших образования - театральное, менеджмент и юридическое. Вице-президент FIJET-Russia, также является главным редактором нескольких журналов о гастрономии и туризме. Вёл «Утренний Экспресс» с 1996 по 2006 год, а так же с 2014 по 2017 год.
9. Татьяна Вершинина - ведущая на телевидении и радио. Вела «Утренний Экспресс» до 2017 года.
10. Анна Ширяева - ведущая на телевидении и радио, модель. Стала ведущей «Утренний Экспресса» пройдя кастинг и завоевав сердца телезрителей. Была в эфире до 2018 года.
11. Илья Хомутов - ведущий различных мероприятий. Вёл «Утренний Экспресс» во второй половине 2017 года.
12. Юлия Курочкина - телеведущая. Вела «Утренний Экспресс» с января по май 2018 года.
13. Александр Тарасов - телеведущий. Вёл «Утренний Экспресс» с января по май 2018 года.
14. Ольга Кныш - корреспондент, телеведущая а так же бывший шеф-редактор программы. Вела «Утренний Экспресс» до 2018 года.
15. Мария Винарская - одна из первых ведущих и редакторов программы. Член Академии Российского телевидения. Старший продюсер сериалов производственного отдела Телеканала ТВ3. Вела «Утренний Экспресс» до 2002 года
16. Никита (Алексей) Кузнецов - вёл «Утренний Экспресс» в 2000-е.
17. Сергей Пиоро - артист театра и кино. Один из первых ведущих программы, вещавший в одиночку в прямом эфире. Вёл «Утренний Экспресс» в 1990-е.
18. Виталий Краев
19. Светлана Толмачёва
20. Александра Мордоровская
21. Ольга Чебыкина
22. Ольга Невская
23. Анна Афонина
24. Маша Калашникова (Батмазова) - ведущая на телевидении и радио. Вела «Утренний Экспресс» с 2002 по 2008 год.

### «Стенд с Максимом Путинцевым»
С понедельника по четверг в 19:25. Ведущий — Максим Путинцев
Программа выходит в рамках информационного часа «Четвёртого канала», сразу после выпуска новостей.
Гостями становятся те, кто может рассказать зрителям о происходящих событиях — непосредственные участники, очевидцы, главные действующие лица. Разговор идёт о том, что интересно большинству наших зрителей.
Программа «Стенд» неоднократно выходила в финал и становились победителями конкурса «ТЭФИ-Регион».